# Esencial Costa Rica

Logo de la Marca País de Costa Rica.

esencial COSTA RICA es la Marca País de la República de Costa Rica, implementada con el objetivo de proyectar la imagen del país en los mercados internacionales. Su propósito es promover las exportaciones, atraer inversión extranjera directa, incentivar el turismo y destacar la cultura costarricense, además de promover la competitividad entre las empresas nacionales, aumentar sus estándares de calidad, y generar una comunidad de empresas licenciatarias que promuevan los negocios en Costa Rica y en el exterior.
La Marca País es liderada por un consejo institucional conformado por la Promotora de Comercio Exterior de Costa Rica (PROCOMER), el Instituto Costarricense de Turismo (ICT), el Ministerio de Comercio Exterior de Costa Rica (COMEX), el Ministerio de Relaciones Exteriores y Culto, y el Ministerio de Cultura y Juventud (MCJ). Fue creada mediante el Decreto Ejecutivo N.º 37669-RE-COMEX-TUR del 22 de marzo de 2013.
Las empresas que desean obtener el sello de la Marca País deben someterse a un protocolo de evaluación que abarca los cinco valores de la marca: excelencia, sostenibilidad, progreso social, innovación y vinculación costarricense.

## Contexto
Las Marcas País buscan medir, construir y gestionar la reputación de los países, y están estrechamente vinculadas al concepto de place branding o marca de lugar. En el libro Diplomacy in a Globalizing World: Theories and Practices, los autores definen las Marcas País como «la aplicación de conceptos y técnicas del marketing corporativo a los países, con el fin de mejorar su reputación en las relaciones internacionales». Muchos países intentan desarrollar una marca nacional para establecer relaciones que trascienden a los Estados-nación, abarcando tanto el sector público como el privado, y fomentando el sentido de identidad nacional. Algunos enfoques, como el aumento de la importancia del valor simbólico de los productos, han llevado a que los países resalten sus características distintivas. La marca y la imagen de un país, y su capacidad para transferir esa imagen a sus exportaciones, «son tan importantes como los productos que realmente fabrican y venden». Esto se conoce también como el efecto del país de origen.
Las Marcas País son un campo en constante desarrollo, en el que los académicos continúan buscando un marco teórico unificado. Muchos países están trabajando para mejorar su imagen, ya que la reputación de una nación puede influir significativamente en su vitalidad económica. Los gobiernos buscan atraer turismo, capital de inversión, aumentar las exportaciones, captar talento creativo y mejorar su influencia cultural y política en el mundo. Entre las principales vías para proyectar una marca nacional se encuentran las exportaciones, la inversión extranjera directa y el turismo.

## Historia
El Plan Nacional de Desarrollo 2011-2014 reconoció la importancia del turismo sostenible para el crecimiento económico del país, destacando el posicionamiento que Costa Rica ya había logrado como destino turístico. Anteriormente, la campaña «Costa Rica, Sin Ingredientes Artificiales», promovida por el Instituto Costarricense de Turismo, había resaltado la biodiversidad y el compromiso con la sostenibilidad como ejes de las campañas promocionales.
Para 2012, Costa Rica fue clasificada en el Country Brand Index de Future Brand como la Marca País número 25 a nivel mundial y la primera en Latinoamérica. Sin embargo, el enfoque de la marca en ese momento se centraba principalmente en el turismo, sin integrar otros sectores como la inversión y las exportaciones. En respuesta a esa limitación, se impulsó la creación de una Marca País más integral que reflejara no solo los aspectos turísticos, sino también otros elementos estratégicos. En 2013, mediante un decreto presidencial, se oficializó la Marca País esencial COSTA RICA, para representar una imagen coherente del país en el ámbito internacional.
Además, se creó el Comité Interinstitucional de la Marca País, encargado de supervisar y coordinar los esfuerzos de promoción en áreas como el turismo, la inversión y el comercio internacional.
En 2024, Costa Rica, a través de su Marca País, se convirtió en el primer país de América Central y del Sur en ser designado “Champion” del CNP Advisory Group, que forma parte de la red global de Place Branding City Nation Place. Junto con otras ocho marcas de países y ciudades del mundo, Costa Rica apoya el desarrollo de investigaciones de mercado y herramientas para intercambiar mejores prácticas en mercadeo y posicionamiento.

### Objetivos
esencial COSTA RICA tiene cinco objetivos fundamentales:
- Atraer inversión extranjera directa al país en sectores estratégicos, como fabricación de alta tecnología y servicios de alto valor agregado.
- Promover la exportación de productos de valor agregado con sentido de exclusividad, distinción y calidad internacional.
- Atraer diferentes tipos de turismo selectivo, como el de negocios, aventura y sostenible.
- Promover la participación del público interno en tres niveles: información, opinión y decisión para lograr persuasión y reconocimiento de marca.
- Construir a través de la comunicación, una Marca País anclada en el presente y con visión consistente del futuro.

## Tipos de licencia
Los tipos de licencia que la Marca País otorga son:
- Uso Empresarial: Se utiliza en comunicación institucional, páginas web, redes sociales, papelería, material profesional, lugares físicos y otros. Tiene una duración de 60 meses, con una revisión intermedia a los 30 meses.[10]
- Uso en Producto: Se utiliza en productos, etiquetas, envases y empaques. Para optar por ella es necesario tener la licencia de uso empresarial.
- Sector Turismo: Para aspirar a la licencia de uso corporativo, una empresa relacionada con el sector turismo debe poseer la declaratoria turística y/o la marca CST del Instituto Costarricense de Turismo.
- Uso en Eventos: Licencia temporal para eventos de promoción país que cumplan con los cinco valores de la marca.

La licencia esencial COSTA RICA puede ser solicitada por personas físicas o jurídicas, nacionales o extranjeras, que realicen actividades económicas relacionadas con turismo, atracción de inversión extranjera directa, exportaciones, PYMES exportadoras o con potencial exportador, empresas relacionadas al comercio exterior y otras áreas vinculadas con los objetivos de la Marca País.
El licenciamiento de esencial COSTA RICA ofrece diversos beneficios a las empresas, como la diferenciación frente a la competencia y la posibilidad de aportar valor agregado a sus productos o servicios, elevando sus estándares de calidad. También contribuye a reforzar la imagen corporativa y a fomentar una gestión de cambio y mejora continua dentro de la organización. Además, promueve una cultura de innovación, facilita el networking entre empresas licenciadas y permite una mayor visibilidad en eventos tanto a nivel nacional como internacional. Por último, contar con el respaldo de la Marca País refuerza la credibilidad en el mercado.

## Estrategia «Inteligencia Natural»
En octubre de 2023, el gobierno de Costa Rica anunció que, durante la próxima década, potenciaría la marca y la imagen de esencial COSTA RICA con un enfoque en la sostenibilidad y el concepto de «Inteligencia Natural», buscando consolidar el liderazgo del país en el ámbito internacional, dado que Costa Rica ya tenía posicionamiento mundial en temas de crisis climática y preservación ambiental, por lo que la nueva estrategia estaría basada en las acciones concretas que el país ha implementado en este ámbito.
La estrategia se desarrolló tras un análisis de metatendencias por Bloom Consulting, y se basó en sesiones con actores de diversos sectores, incluidos cámaras empresariales, academia y turismo.
«Inteligencia natural» destaca algunos hitos de la historia costarricense, como la abolición del ejército en 1949, la educación primaria gratuita y obligatoria desde 1869, la protección del 25,5% del territorio continental y el 30,3% del territorio marítimo del país, el haber logrado ser el primer país tropical en revertir la deforestación, alcanzando un 57,1% de cobertura nacional forestal, una matriz de generación de electricidad con un 98,6% de fuentes renovables, el contar con el 6,5% de la biodiversidad mundial en tan solo el 0,03% de la superficie del planeta, el haber sido catalogado como «el país más feliz del mundo» según el Happy Planet Index 2024, y el contar en Nicoya con una de las cinco «zonas azules» del mundo, donde su población vive más tiempo y con mejor salud.

## Premios y galardones
- 2017: «Marca con mayor crecimiento en América», otorgado por Bloom Consulting.[22][23]
- 2018: «Reconocimiento por buenas prácticas», otorgado por el Centro de Comercio Internacional.[22]
- 2019: «Marca país del año», otorgado por City Nation Place Awards, Londres.[22]
- 2019: Plata en medio ambiente, otorgado por El ojo de Iberoamérica.[22]
- 2020: «Caso de éxito», libro Nation Brand Builders.[22]
- 2020: «Estrategia de marca», otorgado por Place Marketing Forum, Francia.[22]
- 2022: Cuarto lugar de América en la categoría de turismo, otorgado por Bloom Consulting.[22][24]
- 2022: Noveno lugar de América en la categoría de comercio, otorgado por Bloom Consulting.[22]
- 2022: «Mejor uso del diseño», por el rediseño del pasaporte de Costa Rica, otorgado por City Nation Place Awards.[22][25]

### Finalista
- 2024: «Mejor compromiso ciudadano», por el proyecto "Renovando orgullo y pertenencia", premios City Nation Place 2024.[26]
- 2024: «Mejor uso de datos», por la estrategia basada en Inteligencia Artificial y datos, premios City Nation Place 2024.[26]
- 2024: «Mejor estrategia de comunicación», por la estrategia basada en Inteligencia Natural, premios City Nation Place 2024.[26]
- 2024: «Marca lugar del año», por la estrategia basada en Inteligencia Natural, premios City Nation Place 2024.[26]

## Comunidades y empresas
Al año 2024, 751 empresas cuentan con la licencia esencial COSTA RICA, de las cuales 482 son del sector comercio, 269 del sector turismo y 66 del sector de inversión extranjera directa. Asimismo, la Marca País cuenta con cinco comunidades que agrupan a las empresas según su sector: agricultura, industria alimentaria, industria de servicios, industria especializada, y turismo. Algunas de las empresas que cuentan con el sello son:
| Agricultura - Abonos Vivos S.A. - AgroNegocios Costa Rica - B&B del Sur - Cabo Blanco - Champiñones Vara Blanca - CoopeAgri R.L. - CoopeAgropal R.L. - Coopesanvito R.L - Corporación Bananera Nacional (CORBANA) | Industria alimentaria - Agrícola El Cántaro - Alimentos Bermúdez - Alimentos ProSalud - Assukkar S.A. - Café Britt. - Café Montaña - Café Rey - Café de Altura de San Ramón Especial - Dos Pinos. - Derivados de Maíz Alimenticio (DEMASA). |  | Industria de servicios - Accenture - America Free Zone - Autopistas del Sol - Banco de Costa Rica - Banco Promérica - Centro de Eventos Pedregal - Claro Costa Rica - Colegio Federado de Ingenieros y Arquitectos de Costa Rica - Coopeservidores - Deloitte - Coyol Free Zone - Fundación Omar Dengo - Grupo Purdy - Honda - Kölbi | Industria especializada - Bridgestone - Constructora Edica - Florex. - Grupo Irex. - Panasonic - P&G | Turismo - Adobe RentaCar - Viajes Colón - Cámara de Turismo Guanacasteca - Cámara Nacional de Turismo - Cámara Nacional de Ecoturismo y Turismo Sostenible de Costa Rica - Costa Rica Centro de Convenciones - Museo de los Niñoz - Parque Viva - Parque Diversiones - Rosti |